# Octav Boian (general)
Octav Boian (n. 1863 – d. 1941) (n. 1863 după o altă sursă) a fost un ofițer de geniu al Armatei Regale Române, care s-a remarcat în perioada de dinaintea Primului Război Mondial prin activitatea de construcție a fortificațiilor de pe frontiera carpatică a Regatului României.
A fost elev al învățătorului și scriitorului Ion Creangă. În anul 1906, a primit comanda Secției Aerostații a Regimentului 1 Geniu.
În Primul Război Mondial în timpul campaniei din 1916, a comandat cu gradul de colonel Brigada 14 Infanterie din Divizia 7 Infanterie până în luna octombrie 1917, când a fost luat prizonier de către trupele Diviziei 61 Infanterie austro-ungară, ca efect al eșuării ambuscadei de la Agăș de pe valea Trotușului superior.
A murit în 1941 și a fost înmormântat în Cimitirul „Sf. Vineri” din București.

## Lucrări
- Un cuvent asupra obuzierului de câmp, explosiv român, resultatul experiențelor oficiale; Cercul publicațiunilor militare. Publicațiunea No. 83. Suplimentul No. 1; Tip. Voința Națională; Bucuresci; 1902[2]
- Din Virtuțile Ostășești; Tip. L'Independance Roumaine; București; 1904[2]
- Creșterea și educația copilului; 1937[8]
- Forța morală; Tip. Revista Geniului; București; 1937[9]